# Municipio de Wayne (condado de Huntington)
El municipio de Wayne (en inglés: Wayne Township) es un municipio ubicado en el condado de Huntington en el estado estadounidense de Indiana. En el año 2010 tenía una población de 540 habitantes y una densidad poblacional de 8,54 personas por km².

## Geografía
Según la Oficina del Censo de los Estados Unidos, el municipio tiene una superficie total de 63.21 km², de la cual 63,09 km² corresponden a tierra firme y (0,2 %) 0,12 km² es agua.

## Demografía
Según el censo de 2010, había 540 personas residiendo. La densidad de población era de 8,54 hab./km². De los 540 habitantes, estaba compuesto por el 97,96 % blancos, el 0,19 % eran afroamericanos, el 0,37 % eran amerindios, el 0,37 % eran asiáticos, el 0,19 % eran de otras razas y el 0,93 % eran de una mezcla de razas. Del total de la población el 0,74 % eran hispanos o latinos de cualquier raza.